# آریانا باندی
آریانا باندی (انگلیسی: Ariana Bundy) سرآشپز، نویسنده و ستاره تلویزیونی ایرانی-آمریکایی است. وی پس از تولد در رشت ایران بهمراه خانواده خود در بحبوحه انقلاب ۱۳۵۷ این کشور را ترک کردند. وی بیشتر بخاطر حضور در برنامه «آشپزخانه ایرانی آریانا» در شبکه نشنال جئوگرافی مردم شناخته می‌شود. او از کسانی است که برای دو کتاب خود برنده جایزه شده و برای کار تزئین غذای خود در نشریات برجسته و برنامه‌های تلویزیونی حضور داشته. باندی بیشتر بخاطر شیوه آشپزی ایرانی خود شناخته شده است. او به همراه همسر و پسرش در سان فرانسیسکو و دوبی زندگی می‌کند.